# Cygnet Cars
Cygnet Cars Limited war ein britischer Hersteller von Automobilen.

## Unternehmensgeschichte
Peter Child, der zuvor bei Aston Martin tätig war, gründete 1982 das Unternehmen in Kislingbury in der Grafschaft Northamptonshire. Er begann mit der Produktion von Automobilen und Kits. Der Markenname lautete Cygnet. 1984 erfolgte der Umzug nach Wootton, ebenfalls in Northamptonshire. 1985 endete die Produktion. Insgesamt entstanden etwa zwölf Exemplare.

## Fahrzeuge
Das erste und bestverkaufte Modell war der Monaco. Die war ein viersitziges Coupé auf Basis des Ford Cortina. Eine Quelle nennt das Design schrecklich und jeden Sinn für Qualität völlig außer Acht gelassen. Zwischen 1982 und 1985 entstanden etwa zehn Exemplare.
Der Cygnetina war die Cabriolet-Version des Monaco. Davon entstand im gleichen Zeitraum lediglich ein Exemplar.
Der Roadster von 1983 blieb ein Einzelstück. Es war ein Roadster im Stile der 1930er Jahre. Er hatte die gleiche Basis wie der Monaco.